# 1709年の大寒波

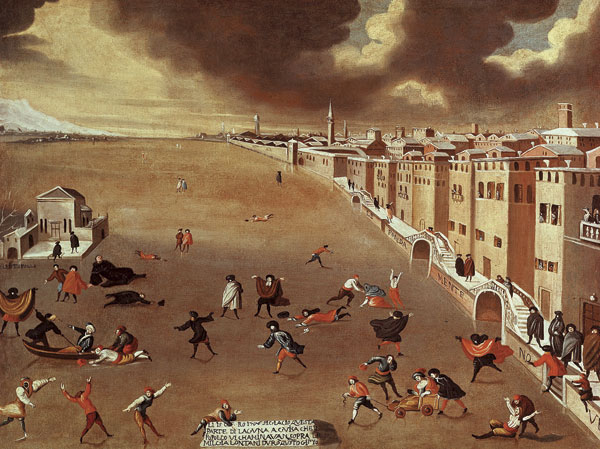
Le lagongeléen 1709 、 ガブリエレベラ作 、1709年に凍ったラグーンの一部、イタリア、ベニス。

1709年の大寒波とは、1708年の後半から1709年前半までに西ヨーロッパで発生した大寒波である。 この過去500年のうちでもっとも寒い冬はマウンダー極少期と呼ばれる太陽活動の変化によってもたらされたとされている 。英語では"The Great Frost", フランス語では"Le Grand Hiver"と呼ばれる。 

## 概要と影響
ウィリアム・デラムは大寒波の最中の1709年1月5日、ロンドン近郊、アップミンスターで気温を計測している。結果は −12 °C (10 °F)  で、この数値は彼が1697年に気温を測定しはじめて以来の最低気温である。 また他のヨーロッパの気象学者たちも同様に最低−15 °C (5 °F)記録した。 デラムは著書『哲学紀要』の中でこの寒波は人類の記憶の中でもっとも激しいものであろうと記している 。 
オルレアン侯爵夫人のエリザベート・シャルロット・ド・バヴィエールは大叔母に宛てた手紙の中で「私の人生で、このような冬を見たことは一度もありません。」と書き、ドアを閉め、暖炉の日にあたり、毛皮の防寒具に身を包んでも手紙を書くことができないほど震えているとその寒さを表現している。     
また、大北方戦争の最中、スウェーデンのカール12世によるロシア進攻は、この厳しい冬によって著しく停滞した。 冬の嵐と霜によってスウェーデン軍の兵士少なくとも数千人が死亡し、一晩のうちに2000人が死亡したこともあったという。一方でロシア軍は寒波への備えが整っており、基本的に屋内に留まったため、損失はスウェーデンと比較して大幅に少なかった。この対応の差は翌夏のポルタヴァでのロシア側の最終的な勝利に大きく貢献した。 
フランスは特に冬に強い打撃を受け、その後の飢饉は1710年末までに60万人の死者を出したと推定されている   。 
近年ヨーロッパに関して知られている気象学的なメカニズムではこの大寒波を説明することはできないことから、この冬の急激な気温低下はヨーロッパの気象学者たちの注目を集めている。 サンダーランド大学の気候学者であるデニスウィーラーはこの寒波に関して、「何か異常な事態が発生していたはずである」と述べた。